# مؤسسه ملی تصویربرداری زیست‌پزشکی و مهندسی زیست

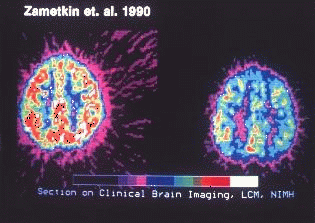
تصویری که توسط یکی از موسسات NIH برداشته شده

موسسه ملی تصویربرداری زیست‌پزشکی و مهندسی زیست (به انگلیسی: National Institute of Biomedical Imaging and Bioengineering) مشهور به NIBIB، یکی از اعضای موسسات ملی بهداشت ایالات متحده آمریکا (مشهور به NIH) می‌باشد. 
وظیفه این مرکز فدرال رهبری و نظارت بر تحقیقات علوم و فناوری تصویرگیری زیستی-پزشکی می‌باشد. 
دفاتر این مؤسسه که در سال ۲۰۰۰ تأسیس شد در جنوب ایالت مریلند واقع گردیده‌است.
در سال ۲۰۰۸ بودجه این پژوهشگاه دولتی بیش از ۳۰۰ میلیون دلار بود. ریاست کل سازمان بر عهده دکتر رودریک پتیگرو (Roderic I. Pettigrew) می‌باشد.

## وب‌گاه رسمی
- وب‌گاه رسمی